# 白令海峡
白令海峡（英語：Bering Strait），或譯白林海峡，是太平洋的一个海峡，位於亚洲最东点的迭日涅夫角（169°43' W）和美洲最西点的威尔士王子角（168°05' W）之間，大约北纬65° 40'，宽约35—86公里，深度在30—50米之间。这个海峡连接了楚科奇海（北冰洋的一部分）和白令海（太平洋的一部分），位于俄罗斯和美国阿拉斯加州中间。它的名字来自丹麦探险家的维他斯·白令。白令海峡正中间有代奥米德群岛。

## 探索
至少從1562年的迦斯卡爾迪地圖開始，歐洲地理學家就認為亞洲和北美洲之間有一個亞泥俺海峽。1648年，謝苗·傑日尼奧夫可能曾穿過該海峽，不過他的報告並未傳到歐洲。1728 年，丹麥出生的俄羅斯航海家維他斯·白令進入白令海峽。1732年，米哈伊尔·格沃兹杰夫首次穿越白令海峽，從亞洲前往美洲。1778 年，詹姆斯·庫克於第三次航行時抵達該海峽。
1847年，美國船隻開始在白令海峽捕撈弓頭鯨。
1913年3月，馬克斯·戈特沙爾克（Max Gottschalk）乘坐狗拉雪橇從西伯利亞東岬出發，途經小迪奧米德島和大迪奧米德群島，抵達阿拉斯加的希什馬廖夫。他是有記載的第一位非以乘船從俄羅斯穿越到北美的現代旅行者。

## 地理与科学
白令海峡的最窄处约82千米（51英里），水深在30米至50米之间。海峡连接了楚科奇海（北冰洋的一部分）与白令海。
国际日期变更线位于大代奥米德岛和小代奥米德岛之间，因此这两座岛虽然只相隔约3公里，但时区并不相同，所以可在小代奥米德岛这边看到“明天”的俄罗斯。

## 人口
白令海峡地区人口稀少。
东部沿海的美属阿拉斯加州的城镇诺姆（3,788人）和Teller聚居点（228人）。
西部沿海则是位于俄罗斯联邦远东地区的楚科奇自治区，沿海峡城镇Lorino（1,267人）和Lavrentiya（1,459人）。

## “冰幕”
冷戰時期，白令海峽作為蘇聯和美國的邊界，蘇聯的大代奧米德島僅距美國的小代奧米德島3.9公里。傳統上，當地人常常往返此邊界“例行訪問、慶祝節日及生活貿易”。但在冷戰時期，這種做法被禁止，該邊界成為了“冰幕”（Ice Curtain）。該邊界被完全封閉，直至1987年，美國游泳者琳·考克斯象徵性地游泳橫穿該邊界，才緩解了兩國間的緊張氣氛。她同時受到罗纳德·里根及米哈伊尔·戈尔巴乔夫的嘉獎。